# George Hadley
George Hadley (Londres, RU, 12 de febrer de 1685 - Flitton, Bedfordshire, RU, 28 de juny de 1768) va ser un advocat i meteoròleg amateur anglès que va proposar un model de circulació atmosfèrica, la  cèl·lula de Hadley, la qual explica els constants vents de l'est que bufen als tròpics anomenats vents alisis.

## Reconeixements
- El Servei Meteorològic del Regne Unit (Met Office), va donar el seu nom al seu centre de recerca sobre el clima (Hadley Centre for Climate Prediction and Research).
- Un cràter d'impacte a Mart porta també el seu nom (Hadley).[2]